# آسانسور

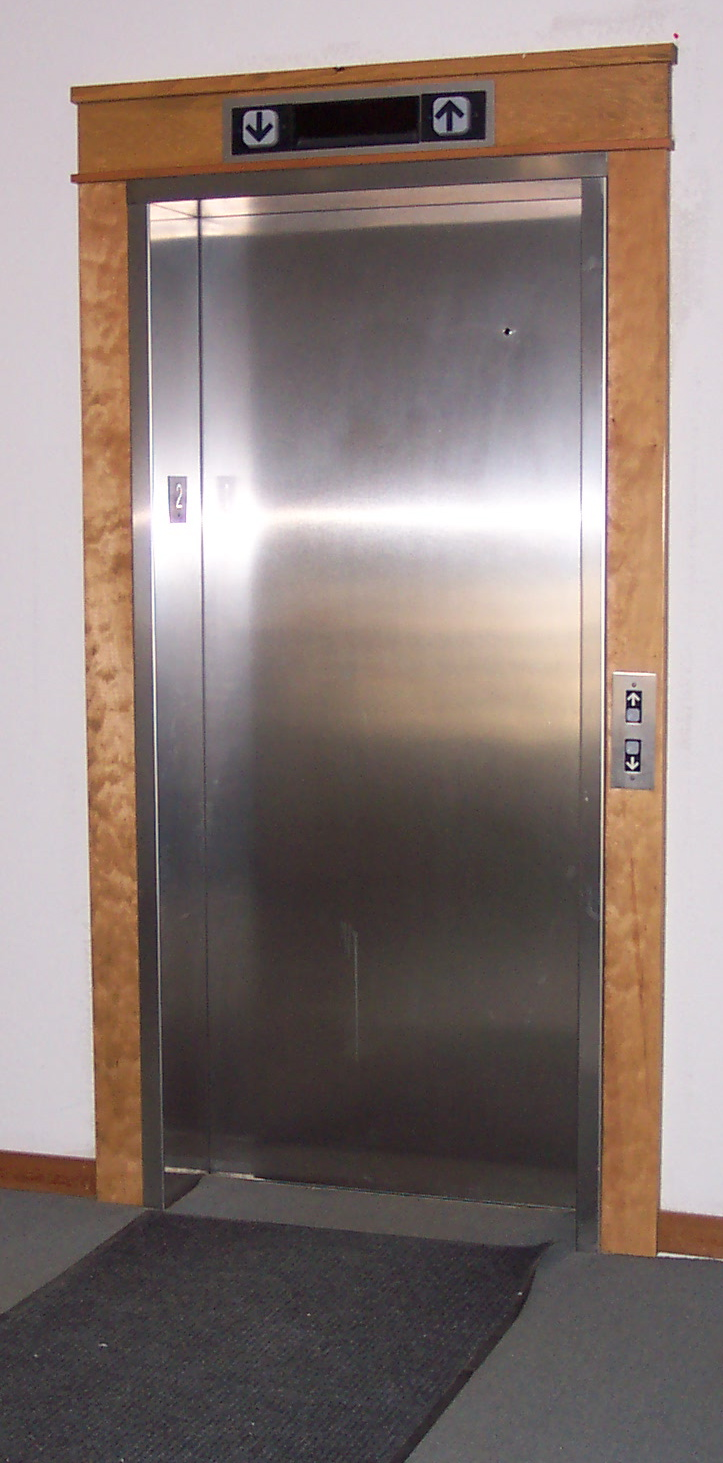
تصویری از بیرون یک آسانسور.

آسانسور (به فرانسوی: ascenseur) یا بالابَر (برای حمل بار) یا آسان‌بَر (برای حمل انسان)، اتاقک متحرکی است که به وسیلهٔ آن از طبقه‌ای به طبقات بالا روند یا از طبقهٔ بالا به پایین فرود آیند. به عبارت دیگر آسانسور یکی از تجهیزات حمل و نقل عمودی است که جابجایی مردم یا کالا بین طبقات را تسهیل می‌بخشد. آسانسورها عموماً به کمک موتورهای الکتریکی باعث حرکت عمودی کابین می‌شوند. این موتورها با کمک کابل‌های کشش و سیستم متقابل وزن؛ مانند یک بالابر معمولی کار جابجایی را انجام می‌دهند، یا با پمپ هیدرولیک میزان مایعات را برای بالا بردن در یک پیستون استوانه‌ایِ جک مانند تزریق و کنترل می‌کنند.

## پیشینه
آسانسور یکی از ابتدائی‌ترین ماشین‌های ساده ساخت دست بشر است که همواره به کمک او آمده‌است.
در دانشنامه بریتانیکا آمده که ویتروس، معمار رومی، ۲۶ سال قبل از میلاد در نوشته‌های خود از وسایلی نام برده‌است که ۲۳۶ سال قبل از میلاد در جابه‌جایی وسایل در بناها استفاده می‌شده‌است. اولین آسانسورهای باری قرقره‌ای در آن دوران اختراع گردید و با یک حرکت تکاملی دراز مدت، مسیرهای دشوار رشد دانش علمی و فنی و تجربیات در این زمینه به صورتی مداوم تاکنون طی کرده‌است. استفاده از آسانسورهای مسافربری و باری به قرون وسطی در استحکامات نظامی بر می‌گردد، که جهت جابه‌جایی آن از نیروی انسان یا حیوانات اهلی استفاده می‌گردید.
هم‌زمان با توسعه تمدن و با رشد اقتصادی و توسعه فنی و علمی کشورها و با همکاری فنی با یکدیگر، دانش فنی سیستم‌های حمل و نقل عمودی نیز توسعه سریعی یافت.
پایه‌گذار علمی و طراح آسانسورهای امروزی، دانشمند و ریاضی‌دان بزرگ، آتوود است. ماشین آتوود عبارت است از دو وزنه‌ای که با یک طناب یا سیم به یکدیگر مربوط می‌شوند و روی فلکه ای، وزنه‌های فوق به بالا و پایین حرکت می‌کنند.
از بررسی معماری ساختمان‌ها در گذشته می‌توان فهمید که در گذشته توان ساخت ساختمان‌های بلند وجود داشته‌است ولی شاید دلیل اینکه چرا این کار چندان رواج نداشته، وجود پله‌های بسیار بوده‌باشد. این مشکل همچنان پابرجا بود تا اینکه یک مکانیک آمریکایی به نام الیشا اوتیس ایمنی را در بالابر با به‌کارگیری چرخی ضامن‌دار که در صورت پاره‌شدن طناب، اندکی پس از سقوط بالابر را متوقف می‌کرد، فراهم کرد. این اختراع که در سال ۱۸۵۴ در نمایشگاهی در نیویورک پرده‌برداری شد، مقدمه‌ای برای کاربرد گستردهٔ بالابر بود. ناصرالدین شاه در سفرنامه فرنگ خویش در تعریف و توصیف آسانسور می‌گوید: رفتیم به مریض‌خانه سنت توماس… از مرتبه‌های زیر اسبابی دارند که ناخوش را روی تخت گذاشته از توی اتاق زیر می‌کشند به مرتبه بالا می‌برند. بسیار تماشا داشت که ناخوش حرکت نکند.
در حال حاضر یکی از مشکلات ساختمان‌های بزرگ کافی نبودن فضای در نظر گرفته شده برای آسانسور است. این امر یعنی پیش‌بینی و منظور نمودن فضای کافی با محاسبه تعداد ظرفیت و سرعت مناسب آسانسورها با توجه به ارتفاع و جمعیت ساکن و کاربری ساختمان باید در ابتدای کار یعنی در زمان طراحی ساختمان‌ها مد نظر قرار گیرد؛ وگرنه پس از اجرای ساختمان معمولاً افزایش فضای چاه آسانسور بسیار مشکل و در اکثر موارد غیرممکن است.
آسانسور وسیله‌ای است الکترومکانیکی، در ابتدای اختراع آسانسور به شکل امروزی، بیشتر قطعات و لوازم آسانسورها مکانیکی و الکتریکی بود ولی با پیشرفت علوم در حوزه الکترونیک و نیمه‌هادیها و همچنین ورود حوزه علوم هوش مصنوعی به صنعت این وسیله نیز تکامل یافت و به عنوان یک وسیله کاملاً کاربردی با حوزه سطح دسترسی کاملاً گسترده در بین جوامع شهری قرار گرفت. در طراحی آسانسور علومی همچون مکانیک، برق و الکترونیک، معماری و صنایع مورد استفاده‌است. به همین علت هیچگاه یک متخصص به تنهایی قادر نخواهد بود که یک آسانسور را به تنهایی و با تکیه بر یکی از شاخه‌های علوم طراحی نماید. تا قبل از دهه ۱۹۹۰، عمده اموزش‌ها در این صنعت به صورت اموزش‌های محدود و استاد و شاگردی و صرفاً در کارخانه‌های بزرگ آسانسورسازی معمول بود. به همین سبب آموزش در این صنعت محدود و پنهان بود. برای اولین بار در سال ۱۹۹۵ میلادی اتحادیه آسانسور و پله برقی انگلستان (LEIA) با همکاری پروفسور یانوفسکی و پروفسور جینا بارنی اقدام به برگزاری دوره‌های آموزشی کوتاه مدت ماژولاری در انگلستان نمود که بیشتر مورد استفاده نصابان و متخصصان این کشور بود. در ادامه این اتحادیه با همکاری دانشگاه نورث همپتون انگلستان دوره‌های دانشگاهی این رشته را در مقطع کاردانی و کارشناسی آغاز نمود. اولین دوره این مقاطع در سال ۱۹۹۸ در نورث همپتون انگلستان با هدایت جانات آدامز، برایان واتز، استفان کازمارسیزیک که از اعضای هیئت علمی دانشکده مهندسی مکانیک و علوم کاربردی بودند آغاز شد. از سال ۲۰۰۰ به بعد مقاطع کارشناسی ارشد و دکتری تخصصی تحت عنوان «مهندسی آسانسور و پله برقی» آغاز شد.

## انواع آسانسور
تمامی آسانسورها در داشتن خصوصیاتی مانند داشتن کابین، حرکت عمودی و توقف در سطوح مختلف با هم مشابه‌اند. اما از لحاظ نحوه اعمال نیروی محرکه به کابین متفاوت بوده و به چهار دسته آسانسورهای کششی، هیدرولیک، وینچی و مغناطیسی تقسیم می‌شوند. البته امروزه تکنولوژی‌های جدیدی مانند آسانسورهای پنوماتیک در دسته پنجم نیز قرار می‌گیرند

### آسانسورهای کششی
نیروی محرکه در این نوع آسانسورها از یک موتور الکتریکی که اکثراً در بالای چاه آسانسور و در برخی طراحی‌ها در پایین کنار چاهک و در محلی به نام موتورخانه نصب گردیده، تأمین می‌شود. بر روی فلکه این موتور تعدادی کابل فولادی (اصطلاحاً سیم بکسل) وجود دارد که از یک سمت به کابین آسانسور و از سمت دیگر به وزنه‌های آسانسور که درون قابی فلزی به نام قاب وزنه قرار دارند، متصل است. جنس این وزنه‌ها معمولاً از چدن یا بتن است. وزن این وزنه‌ها به اندازه وزن کابین به علاوه نصف ظرفیت کابین است. وزن هر نفر در محاسبات مربوط به آسانسور ۷۵ کیلوگرم است. دلیل قرار دادن وزنه در سیستم آسانسور کمک به بالا بردن آسانسور است در غیر اینصورت برای این کار باید موتورهای بسیار قوی با کیلووات بالا استفاده کرد. پس با این کار توان موتور مورد استفاده کاهش می‌یابد. طبیعی است که این وزنه در پایین آمدن آسانسور مزاحمت ایجاد می‌کند، اما چون هر جسم بدون دخالت به پایین سقوط می‌کند پس استفاده از وزنه مانعی بزرگی در حرکت آسانسور ایجاد نمی‌کند.
اساس کار این نوع آسانسورها بر اساس نیروی اصطکاک بین سیم بکسل‌ها و فلکه کشش موتور است. در داخل فریم وزنه به اندازه وزن کابین به اضافه نصف ظرفیت کابین وزنه وجود دارد؛ مثلاً اگر ظرفیت کابین ۹۰۰ کیلوگرم باشد (یعنی آسانسور نفربر ۱۲ نفره چون متوسط وزن هر نفر ۷۵ کیلوگرم است) به اندازه ۴۵۰ کیلوگرم به اضافه وزن کابین در کادر وزنه، وزنه وجود دارد. با کمک این وزنه، نیروی کشش لازم برای حرکت کابین کاهش می‌یابد چرا که در صورت رعایت کردن ظرفیت کابین، اختلاف وزن بین کادر وزنه و کابین تحت هر شرایطی از نصف ظرفیت کابین (در مثال قبل ۴۵۰ کیلوگرم) بیشتر نخواهد شد و در حرکت به سمت بالا یا پایین سیستم کشش آسانسور حداکثر برای جابه‌جایی جرمی به اندازه نصف ظرفیت کابین توان مصرف خواهد کرد.

### آسانسورهای هیدرولیک

نمای یک آسانسور هیدرولیک

اخیراً آسانسورهای هیدرولیکی نیز جای خود را در بین کاربران خانگی باز کرده‌اند. در اروپا بیش از ۷۰ درصد از آسانسورهای زیر ۵ طبقه هیدرولیک استفاده می‌شوند که از محاسن این نوع آسانسورها می‌توان به نرمی حرکت در استارت اولیه؛ خرابی و استهلاک بسیار کم؛ سهولت در عیب‌یابی و تعمیر؛ ایجاد آسانسورهای زیبا و شیشه‌ای به دلیل حذف کادر وزنه و سیم بکسل؛ احتیاج به سازه سبک؛ عدم نیاز به موتورخانه در پشت بام؛ ایجاد آسانسورهای باربر و سنگین با تناژ بالا و زیبایی بام خانه و همچنین تراز شدن دقیق آن در طبقات اشاره نمود اما از محدودیت‌های استفاده از این نوع آسانسورها می‌توان به محدودیت در ارتفاع و کندی نسبی سرعت آن‌ها و تنها قرارگیری در چاهک را اشاره کرد. (البته امروزه با استفاده از درایو و سیستم خنک‌کننده می‌توان به سرعت ۱ متر به صورت معمول دست یافت. آسانسورهای هیدرولیک با موتور الکتریکی و پمپ فشار روغن و جک هیدرولیک کار می‌کنند.
در آسانسورهای هیدرولیک به خاطر اینکه کادر وزنه وجود ندارد و سیستم جک هیدرولیکی باید تمامی کابین و مسافران را جابه‌جا کند نیاز به موتورهای قوی تری هست. در این آسانسورها یک موتور سه فاز غوطه ور در روغن به همراه یک شیر الکتریکی مخصوص که اصطلاحاً پاور یونیت نامیده می‌شوند وظیفه تأمین فشار روغن برای جک هیدرولیک را داراست. برای راه‌اندازی موتور به خاطر وجود موتورهای قوی تر در صورت استفاده از درایو یا سافت استارتر نیاز به هزینه بسیار بالاتری است پس لذا معمولاً برای شروع به کار موتور پمپ هیدرولیک از سیستم رایج ستاره - مثلث استفاده می‌شود. اما این موتور و فشار تنها در حرکت به سمت بالا مورد نیاز است و برای حرکت کابین به سمت پایین نیازی به روشن کردن موتور و مصرف توان نیست و تنها با بازکردن یک شیر و خالی کردن روغن جک کابین به آرامی به سمت پایین حرکت می‌کند. به عبارت دیگر یک سیستم هیدرولیک تنها در نیمی از مسافت حرکتی خود (تنها به سمت بالا) خود توان قابل ملاحظه‌ای مصرف می‌کند و در نیمه دیگر (تنها به سمت پایین) از نیروی گرانش استفاده می‌کند و این موضوع مصرف برق بالاتر آن نسبت به آسانسورهای دوسرعته را منتفی می‌کند.
آسانسورهای هیدرولیک، تنها برای حمل مسافر کاربرد نداشته و برای بالابری بارهای سنگین نیز کاربرد به سزایی دارد. انواع آسانسورهای حمل بار شامل آسانسور خودروبر قیچی، آسانسور خودروبر، و بالابر کارگاهی را شامل می‌شود که عموماً از نیروی هیدرولیک برای بالابری استفاده می‌شود. هم چنین، آسانسورهای هیدرولیک مناسب‌ترین وسیله برای پارکینگ‌های نیمه مکانیزه به‌شمار می‌رود و از بالابرهای هیدرولیک در پارکینگ‌های تمام مکانیزه استفاده می‌شود، که در این صورت، وظیفه جابجایی خودرو در راستای عمودی را به عهده دارد.
از مزایای آسانسورهای هیدرولیک می‌توان به موارد ذیل اشاره نمود:
- نیروی کم / قدرت زیاد -عدم نیاز به سقف چاه مستحکم -عدم نیاز به فضای موتورخانه در بالای چاه آسانسور -ایمنی بیشتر مخصوصاً در هنگام وقوع زلزله - نرمی حرکت و دقت در توقف (مشابه سیستم تری وی اف) - توانایی بالا‌بردن بارهای سنگین

### آسانسورهای وینچی
نوعی آسانسور است که با زنجیر یا طناب فولادی آویزان شده و نیروی رانش به طریقی به غیر از اصطکاک به آن وارد می‌شود. در این نوع آسانسورها قاب وزنه وجود ندارد.

### آسانسورهای مغناطیسی
در این آسانسورها ریل‌ها و تجهیزات متصل شده روی دیوار چاه آسانسور با مغناطیس دائم نقش استاتور موتور و کابین آسانسور نقش روتور را ایفا می‌کنند. با اتصال جریان برق به استاتور، میدان مغناطیسی ایجاد و به روتور القا می‌گردد. میدان مغناطیسی ایجاد شده در نقاطی قطع و با القای جریان برق به وسیلهٔ سیم پیچ‌های استاتور، سیم پیچ‌های تعبیه شده روی روتور باردار شده و کابین به حرکت در می‌آید؛ بنابراین در این آسانسورها اجزایی نظیر وزنه تعادل، کابل فولادی، موتورخانه و .. وجود نخواهد داشت. آسانسورهای مغناطیسی بسیار ایمن‌تر از آسانسورهای معمولی بوده اما از لحاظ قیمتی بسیار گران‌تر می‌باشند.

### آسانسورهای کارگاهی
آسانسورهای کارگاهی مکمل و تسریع‌کننده برج‌سازی و سازه‌های بلندمرتبه هستند. این آسانسورها قادرند از شروع کار توسط خودشان مونتاژ و با سازه ساختمان ارتفاع بگیرند. این آسانسورها قابلیت کار تا ارتفاع ۵۰۰ متر و بالاتر را داشته و در ظرفیت‌های ۱ و ۱٫۵ و ۲ تن تولید می‌شوند. در ساختمان‌های بلندمرتبه جهت انتقال نفرات و مصالح بعد از اتمام سازه ساختمان و از ابتدای شروع کار در ساختمان از آسانسورهای ویژه بار و نفر استفاده می‌گردد. این آسانسورها در انتقال پرسنل کارگاه و لوازم و مصالح به طبقات بسیار مؤثر بوده و موجب تسریع عملیات ساختمانی می‌گردند.

## نیروی محرکه
نیروی محرکه موتور آسانسورها سابقاً از موتورهای جریان مستقیم و توسط برق برق جریان مستقیم بود که برای این‌گونه موتورها از راه اندازهای گوناگونی همانند وارد - لئونارد استفاده می‌شد. با از دور خارج شدن موتورهای جریان مستقیم (DC) و معرفی موتورهای القایی سه فاز سال‌هاست که از موتورهای الکتریکی سه فاز القایی یا آسنکرون و اخیراً از موتورهای مغناطیس دائم (PM) یا سنکرون استفاده می‌شود. در این موتورها از مکانیسم لنت ترمز استفاده می‌شود که با استفاده از نیروی اصطکاک مانع از حرکت ناخواسته موتور در حالت توقف می‌شود.
موتورهای القایی مورد استفاده در آسانسور به همراه گیربکس (جعبه دنده) و چرخ طیار به کار می‌روند. این موتورها در ابتدا دارای یک استاتور و تک سرعته بودند. این سیستم دارای اشکالاتی از جمله تکان شدید در هنگام کار بود. به خاطر همین تکان شدید بود که سرعت نهایی کابین در این موتورها کم بود. پس از مدتی موتورهای دوسرعته به بازار عرضه شدند. این موتورها دارای دو سیم پیچ مجزا در استاتور هستند که برای دو سرعت تند و کند به کار می‌روند. تعداد قطب استاتور دور کند معمولاً چهار برابر دور تند است که باعث می‌شود سرعت دور کند موتور یک چهارم دور تند باشد. در این نوع موتورها استارت کار موتور با دور تند است. دو عامل یعنی نیروی عکس‌العمل دنده‌ها در گیربکس و وجود چرخ طیار یا فلای‌ویل متصل به محور روتور موتور که دارای لختی دورانی است، مانع از تشدید تکان‌ها می‌شوند. برای توقف موتور با استفاده از یک مدار الکتریکی استاتور دور کند وارد مدار شده و دور تند از مدار خارج می‌شود. تغییر جهت حرکت نیز با جابه‌جایی دو فاز امکان‌پذیر است.
با معرفی سیستم‌های کنترل دور موتور القایی که متشکل از یک مبدل (یکسو ساز) و یک اینورتر هستند، استفاده از آن‌ها در صنعت آسانسور به سرعت پیشرفت کرد. مزیت‌های این درایورها عبارتند از: نرمی حرکت و توقف، بهبود ضریب توان و کاهش بار رآکتیو شبکه برق، امکان استفاده از موتورهای تک استاتوره و حذف چرخ طیار یا فلایویل و در نتیجه کاهش برق مصرفی. این داریورها که انواع مخصوص استفاده در تابلو فرمان آسانسور آن نیز عرضه شده‌است، با تغییر فرکانس، نمودار حرکتی منظمی از شروع تا انتها و ایستادن آسانسور ایجاد می‌کند. در انواع پیشرفته تر این درایورها معمولاً امکان اتصال به یک تاکومتر یا انکودر نیز وجود دارد. این انکودر با اتصال به محور موتور امکان کنترل حلقه بسته را برای درایور فراهم می‌کند. وجود فیدبک برای یک سیستم کنترل بسیار حایز اهمیت است و باعث نرمی حرکت فوق‌العاده در آسانسور می‌شود.
در هنگام توقف آسانسور به علت بالا بودن اندازه حرکت (تکانه) کابین گاهی موتور به صورت ژنراتوری کار می‌کند و نیاز است که انرژی تولید شده توسط موتور در جایی تخلیه شود. در آسانسورهای دوسرعته و در سیستم‌های قدیمی این انرژی به شبکه برق برگشت داده می‌شد اما در درایورها به علت وجود یکسوساز، این انرژی قابل برگشت نیست و باعث ازدیاد شدید ولتاژ بر روی بانک خازنی موجود در درایور شده و امکان آسیب زدن به آن وجود دارد. به همین منظور از یک مقاومت با توان بالا جهت تخلیه این انرژی استفاده می‌شود که به آن اصطلاحاً مقاومت ترمز گفته می‌شود.
اما با همه این‌ها موتورهای القایی با گیربکس معایبی نیز دارند. از جمله آن‌ها پایین بودن بازده الکتریکی موتور (در حدود هشتاد درصد) و پایین بودن بازده مکانیکی گیربکس (در حدود ۴۵ درصد) که موجب افزایش هزینه‌ها و استهلاک سیستم می‌شود. به همین خاطر موتورهای سنکرون با مغناطیس دائم کم‌کم در صنعت آسانسور پدیدار شدند که بازده نهایی آن‌ها گاهی به ۹۵ درصد هم می‌رسد. گشتاور بسیار بالاتر محور موتور باعث می‌شود که نیازی به استفاده از گیربکس در این موتورها نباشد. این موتورها دارای سیستم راه‌اندازی پیچیده‌ای هستند و لزوماً باید با استفاده از درایور و تاکومتر مورد استفاده قرار بگیرند.

## تابلو فرمان آسانسور
آسانسورها در گذشته نه چندان دور به وسیلهٔ تابلوهای رله‌ای فرماندهی می‌شدند. فرمان از این تابلوها به موتورهای به اصطلاح دوسرعته می‌رسید. این موتورها به وسیلهٔ دو سیم پیچی که داشتند قادر بودند با دو سرعت تند و کند حرکت کنند. آسانسور با سرعت تند حرکت می‌کرد و برای ایستادن در سطح طبقات و کاهش تکان زمان ایستادن با تغییر به سرعت کند و طی مسیر کوتاهی که مسیر پیاده روی نامیده می شود با این سرعت می‌ایستاد.

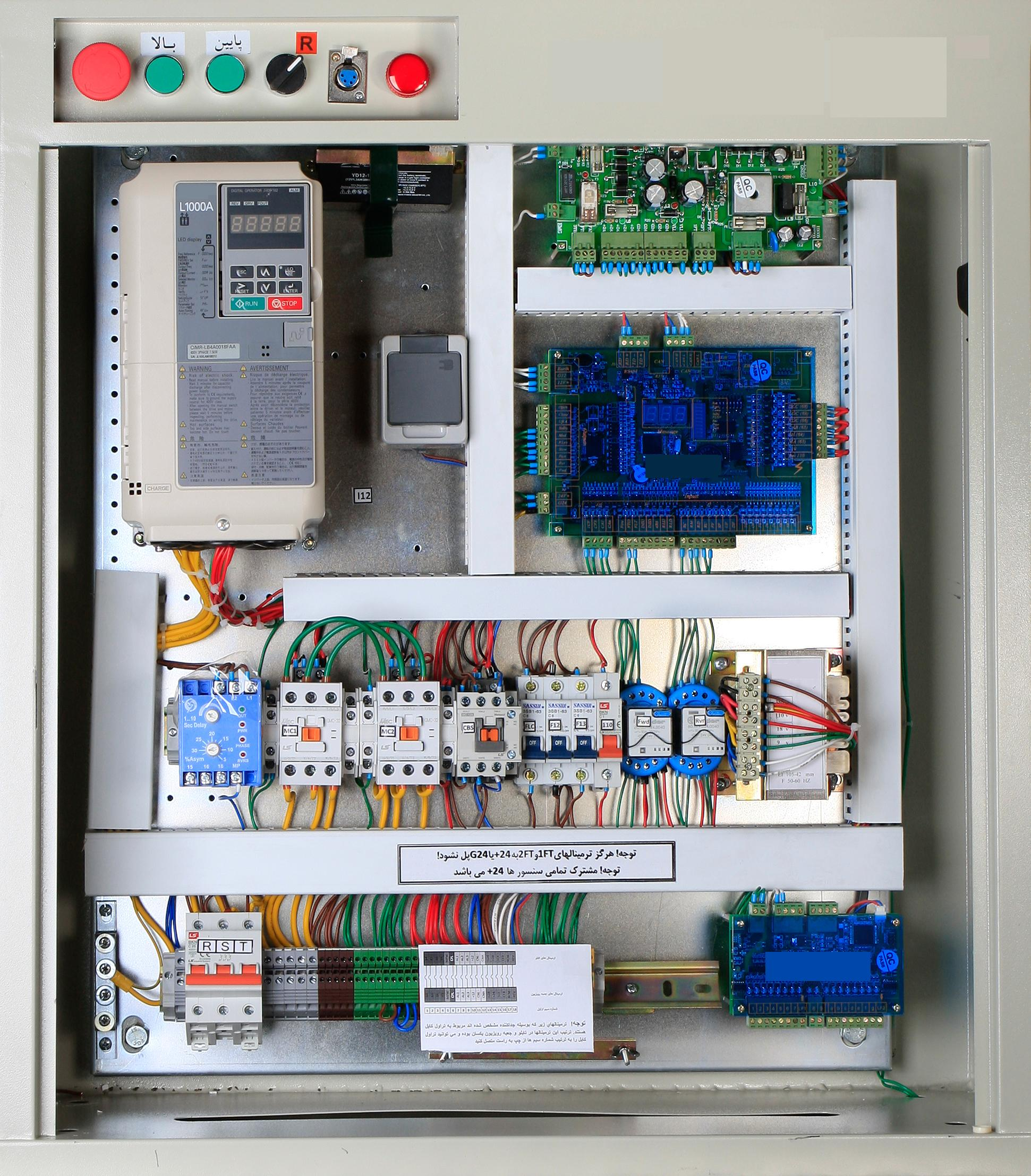
تابلو فرمان درایو دار آسانسور

ایراد بزرگ این سیستم تکان در سه زمان در حرکت است. تکان در هنگام راه افتادن، تغییر سرعت به دور کند و ایستادن است. ایراد دیگر مصرف بالای برق و کاهش ضریب توان در این سیستم به دلیل اتصال مستقیم برق سه‌فاز به موتور جهت حرکت است. ضمناً ابعاد این تابلوها بسیار بزرگ و سیستم آن بسیار پیچیده بود و رفع خرابی آن به زمان و مهارت بسیاری نیاز داشت.
ایراد دیگر این سیستم متغیر بودن سطح کابین با طبقات با بارهای متفاوت است چون به دلیل عدم اطلاع موتور از وزن کابین (پر یا خالی بودن آن) همیشه نیروی یکسانی به موتور وارد می‌شود. ایراد دیگر این سیستم آسیب‌هایی است که در دراز مدت به موتور به دلیل اتصال ناگهانی ولتاژ وارد و باعث کاهش عمر مفید آن می‌شود. ضمناً این شوک در هنگام استارت آسانسور باعث نوسان ناگهانی ولتاژ می‌شود که نه تنها برای آسانسور بلکه برای سایر وسایل برقی مضر است. هر چند از این آسانسورها دیگر نصب نمی‌شود اما تعداد قابل توجهی از این آسانسورهای قدیمی در حال کار کردن هستند.
اما برای رفع اشکالات این تابلوهای رله‌ای به تدریج تابلوهای ریزپردازنده وارد بازار شد؛ که در آن آی‌سیها و میکروها جایگزین رله‌ها شدند و با زبان‌های مختلف برنامه‌نویسی برنامه‌ریزی می‌شدند تا حجم تابلوها کوچکتر شود و تعمیرات و رفع خرابی آن توسط افراد متخصص‌تر اما با راحتی بیشتری انجام شود.
این نوع تابلو که به تابلوی دوسرعته معروف است تمام ایرادات تابلوهای رله‌ای را جز ابعاد بزرگ و پیچیدگی تابلو داراست. نصب این تابلو همچنان ادامه دارد با اینکه به دلیل تأثیرات مخرب بر ولتاژ و مصرف بالا در برخی شهرهای بزرگ در ایران ممنوع شده‌است. اما در ساختمان‌هایی که نیاز به پروانه پایان کار ندارند یا در تعمیرات آسانسورهای قدیمی همچنان به دلیل قیمت پایین‌تر آن نسبت به تابلوهای جدید پیشنهاد می‌شود. با پیشرفت الکترونیک صنعتی و ارزان‌تر شدن اینورترها استفاده از آن‌ها در تابلوهای فرمان آسانسور رایج شده‌است و کم‌کم جایگزین سیستم‌های کنتاکتوری می‌شوند. کاهش تکان‌ها در هنگام تغییر سرعت و افزایش ضریب توان به دلیل اتصال با واسطه از طریق بانک خازنی اینورتر از مزایای تابلوهای فرمان اینورتری است که به تابلوهای درایو دار شناخته می‌شوند.درایو ها با تغییرات ولتاژ و فرکانس باعث کم و زیاد شدن سرعت موتور آسانسور می شوند. تمامی دفترچه های نصب و تنظیمات تابلو فرمان های آسانسور که تابحال ساخته شده برای استفاده عموم در سایت elevatoroff.irگذاشته شده.آسانسور کلمه‌ای فرانسوی می‌باشد.

## آسانسور در ایران
صنعت آسانسور ایران قدمتی هشتاد ساله دارد. البته اگر گفته‌های بدون مدرک در مورد نصب آسانسور در کاخ گلستان توسط ناصر الدین شاه را نادیده بگیریم، اولین آسانسورها که آن هم البته اثری از آن‌ها بجا نیست در پالایشگاه آبادان در دوران حکومت احمد شاه قاجار نصب شده‌است. اما آنچه مسلم و قابل بررسی است اولین آسانسورها در ساختمان‌هایی که در زمان پهلوی اول ساخته شده‌است نصب شده و در ساختمان‌های اطراف میدان امام خمینی (میدان سپه سابق) مثل باشگاه افسران ستاد ارتش، کتابخانه ملی آثار آن وجود دارد و بسیاری از آن‌ها توسط کارشناسان خارجی و به کمک نسل اول متخصصان صنعت آسانسور ایران نصب و راه اندازی شده‌است.
نسل اول ساختمان‌های بیش از سه طبقه در ایران در دوران پهلوی اول و آپارتمان‌سازی به صورت امروزی از سال ۱۳۳۵ در دوران پهلوی دوم شروع شده‌است؛ بنابراین دوران رشد صنعت آسانسور ایران را از سال ۱۳۳۵ به بعد باید نامگذاری کرد.
ابتدا آسانسورها کامل و بسته‌بندی شده از خارج از کشور به ایران وارد شده‌است. اما به تدریج شرکت‌های ایرانی فروش و نصب آسانسور در ایران به وجود می‌آیند و در سال ۱۳۴۵ اولین کارگاه تولید در و کابین توسط اوکسن الکسانی با کپی‌برداری از روی در و کابین‌های شرکت‌های اروپایی به وجود می‌آید.
در سال ۱۳۴۵ در طرح‌های وزارت مسکن و شهرسازی برای آپارتمان‌سازی برنامه‌ریزی شده و ایجاد شهرک‌های مسکونی در اطراف شهرهای بزرگ برای ساخت اولین کارخانه آسانسورسازی در ایران برنامه‌ریزی می‌شود.
در سال ۱۳۵۰ کلنگ ساخت اولین کارخانه آسانسورسازی ایران با نام ایران شیندلر در زمینی به مساحت چهل هزار متر مربع واقع در شهر صنعتی البرز قزوین به زمینی زده می‌شود و در سال ۱۳۵۳ این کارخانه با ظرفیت اولیه تولید چهارصد دستگاه آسانسور تحت لیسانس شیندلر سوئیس به بهره‌برداری می‌رسد و به‌طور هم‌زمان جهت پرورش نیروی متخصص در نصب آسانسورهای خود مبادرت به برگزاری دوره‌های کامل آموزشی تئوری و عملی نصب آسانسور می‌نماید که در هر دوره حدود ۲۰ نفر تکنسین موفق به کسب مدرک مهارت نصب می‌شوند و این دوره‌ها از سال ۱۳۵۴ تا ۱۳۵۷ ادامه داشت و امروز دانش آموختگان آن دوره‌ها زبده‌ترین و کارآمدترین افراد در صنعت آسانسور در ایران می‌باشند. البته رشته کاردانی آسانسور و بالابر در سال 1387 در دانشگاه علمی کاربردی صنعتی کوشا تهران تاسیس شد و و در سال 1390 تعداد محدودی از اولین فارغ التحصیلان این رشته موفق به اخذ مدرک کاردانی آسانسور و بالابر ها شدند. در همان سال 1390 رشته کارشناسی مهندسی آسانسور و پله برقی در دانشگاه صنعتی کوشا برقرار شد و اولین مهندسان رشته آسانسور در سال 1392  در این دانشگاه فارغ التحصیل شدند و صنعت آسانسور دارای متخصصانی زبده تر از گذشته در ایران شد و اغراق نمی‌باشد اگر از شرکت آسانسورسازی ایران شیندلر به عنوان مادر صنعت نوین آسانسور در ایران یاد کرد. همچنین به‌طور هم‌زمان اولین کارخانه سازنده قطعات آسانسور در ایران با نام تسلا ــ ایران تولید خود را شروع می‌کند.
در سال ۱۳۵۴ کارخانه آسانسور و پله برقی ایران در ابهر تأسیس و مدتی بعد تحت لیسانس هاوس هان آلمان شروع به تولید می‌کند. شرکت اوتیس آمریکا نیز اقدام به خرید زمینی در شهر صنعتی ساوه نموده و برنامه‌ریزی برای تأسیس کارخانه می‌کند.
همچنین در سال ۱۳۵۵ شرکت تولیدی ایران امباربا کارخانه تولید آسانسور خود را در شهر صنعتی رشت تأسیس و تولید آسانسور را تحت لیسانس امباربا اسپانیا آغاز می‌کند.
در کنار شرکت‌های تولیدی فوق حدود سی شرکت نصب و فروش آسانسور هم در ایران تا سال ۱۳۵۷ دائر می‌شود که بعضی از این شرکت‌ها نمایندگی فروش شرکت‌های فوق را در تهران و شهرستان‌ها دریافت می‌کنند. همچنین چهار یا پنج کارگاه تولید در و کابین هم ایجاد می‌شود که شرکت‌های فروش و نصب آسانسور را یاری می‌دهند. بدین ترتیب تا قبل از به ثمر رسیدن انقلاب وضعیت صنعت آسانسور ایران بشرح فوق است.

## پس از انقلاب
کارشناسان خارجی از ایران می‌روند و ایران تحریم اقتصادی می‌شود و واردات قطع می‌شود.
1. شرکت ایران شیندلر که بیشتر سهام آن متعلق به بانکهاست با ملی شدن بانک‌ها عملاً دولتی می‌شود و توسط وزارت مسکن و شهرسازی اداره می‌شود.
2. شرکت آسانسور و پله برقی ایران که سهام آن خصوصی است با عدم ورود آسانسور از خارج تعطیل می‌شود.
3. پروژه اوتیس آمریکا نیمه کاره باقی می‌ماند. زمین آن در شهر صنعتی ساوه و دفتر فروش آن در تهران مصادره می‌شود و وزارت بازرگانی عهده‌دار اداره آن می‌شود.
4. شرکت ایران امباربا که با سرمایه‌گذاری بانک صنعت و معدن و سرمایه‌گذار خصوصی ایجاد شده با خروج سرمایه‌گذار خصوصی از ایران توسط بانک صنعت و معدن اداره می‌شود.

شروع جنگ:
پس از انقلاب در سال ۱۳۵۹ جنگ ایران و عراق آغاز می‌شود و عملاً آپارتمان‌سازی بجز در موارد ضروری تعطیل می‌شود، و در نتیجه آسانسور ایران رو به رکود می‌رود. چون ایران در محاصره اقتصادی واقع شده‌است قطعات آسانسور مورد نیاز در ایران ساخته می‌شود، بسیاری از قطعات که در گذشته ساخت آن قابل بررسی هم نبود در سال‌های بعد از انقلاب در ایران ساخته می‌شود.

## خاتمه جنگ و دوران بازسازی
بلافاصله پس از پایان جنگ در سال ۱۳۶۷ صنعت ساختمان در ایران شروع به رشد می‌کند و به این دلیل صنعت آسانسور ایران نیز به حرکت در می‌آید؛ ولی بدون حضور شرکت‌هایی که قبل از انقلاب در ایران سرمایه‌گذاری کرده‌اند، به غیر از شرکت ایران شیندلر که هنوز تحت لیسانس شیندلر سوئیس فعال است.